# Perdita melanura
Perdita melanura är en biart som beskrevs av Timberlake 1962. Perdita melanura ingår i släktet Perdita och familjen grävbin. Inga underarter finns listade i Catalogue of Life.